# Iguana delicatissima
Espèce
Synonymes
- Iguana nudicollis Merrem, 1820

Statut de conservation UICN

 CR B1ab(i,ii,iii,iv,v) : 
En danger critique
Statut CITES
Iguana delicatissima est une espèce de sauriens de la famille des Iguanidae. En français, elle est nommée Iguane des Petites Antilles et est classée « en danger critique d'extinction » par l'UICN.

## Dénominations
Son nom spécifique, delicatissima, vient du latin delicatus (délicieux) et du superlatif -issimus (très) ce qui suggèrerait des qualités gustatives supérieures à celles d'Iguana iguana.

## Caractéristiques

### Morphologie
Le plus grand iguane des Petites Antilles capturé était un mâle en Dominique et mesurait 43,4 cm de longueur de corps (SVL) pour un poids de 3,5 kg. La plus grande femelle capturée jusqu'à aujourd'hui mesurait 40,1 cm de corps pour un poids de 2,6 kg, et venait également de Dominique. Le mâle le plus lourd pesait 3,7 kg pour une longueur de 42,8 cm, et venait lui aussi de Dominique. La taille de la queue représente environ 70 % de la taille totale de l'animal.
Toutefois, la taille et le poids moyens varient fortement entre les îles. En moyenne, les iguanes des Petites Antilles sont beaucoup plus petits dans la plupart des zones.

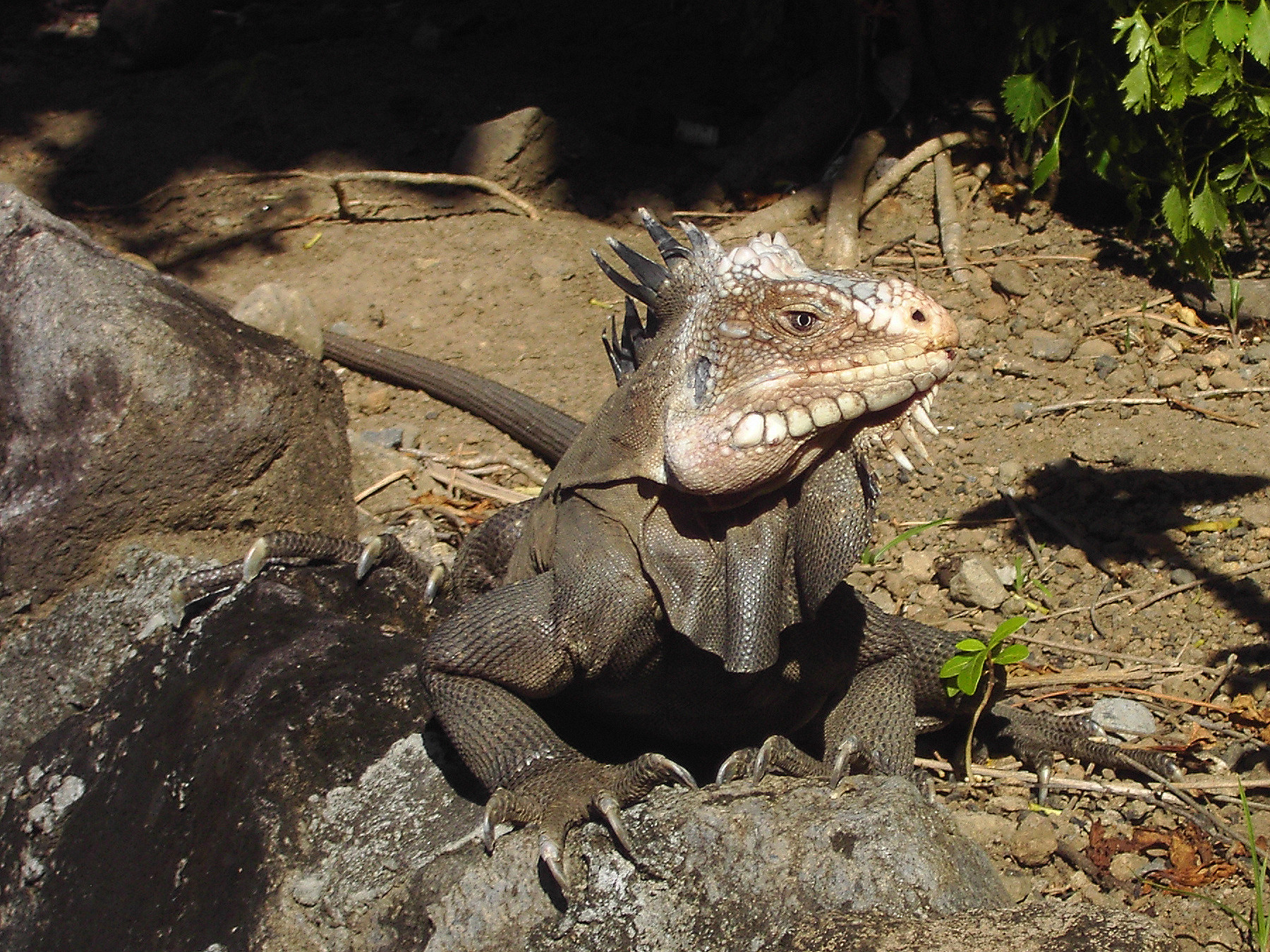
Iguana delicatissima au sol.
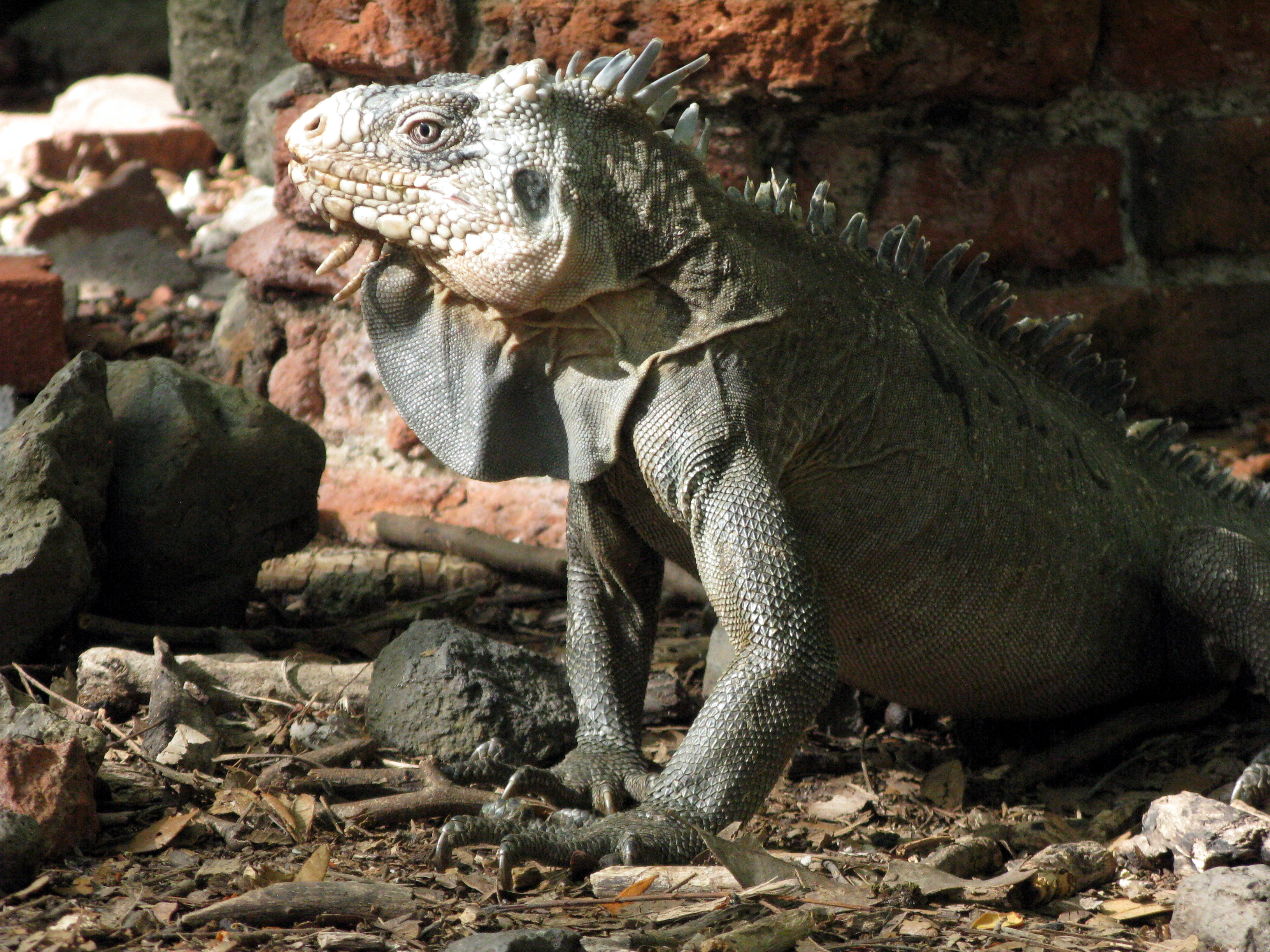
Iguana delicatissima sur l'îlet Chancel.
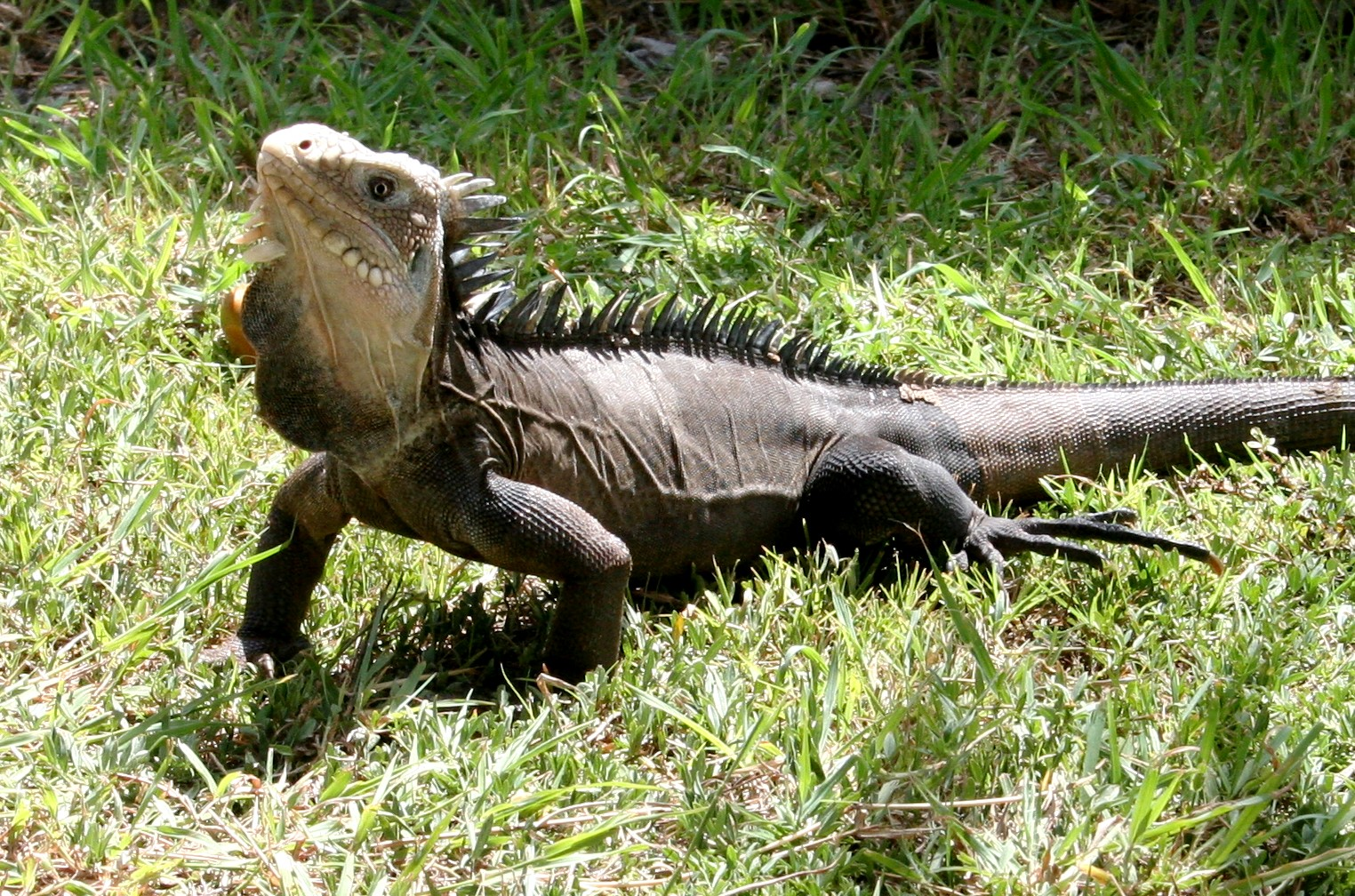
Iguana delicatissima.

## Classification

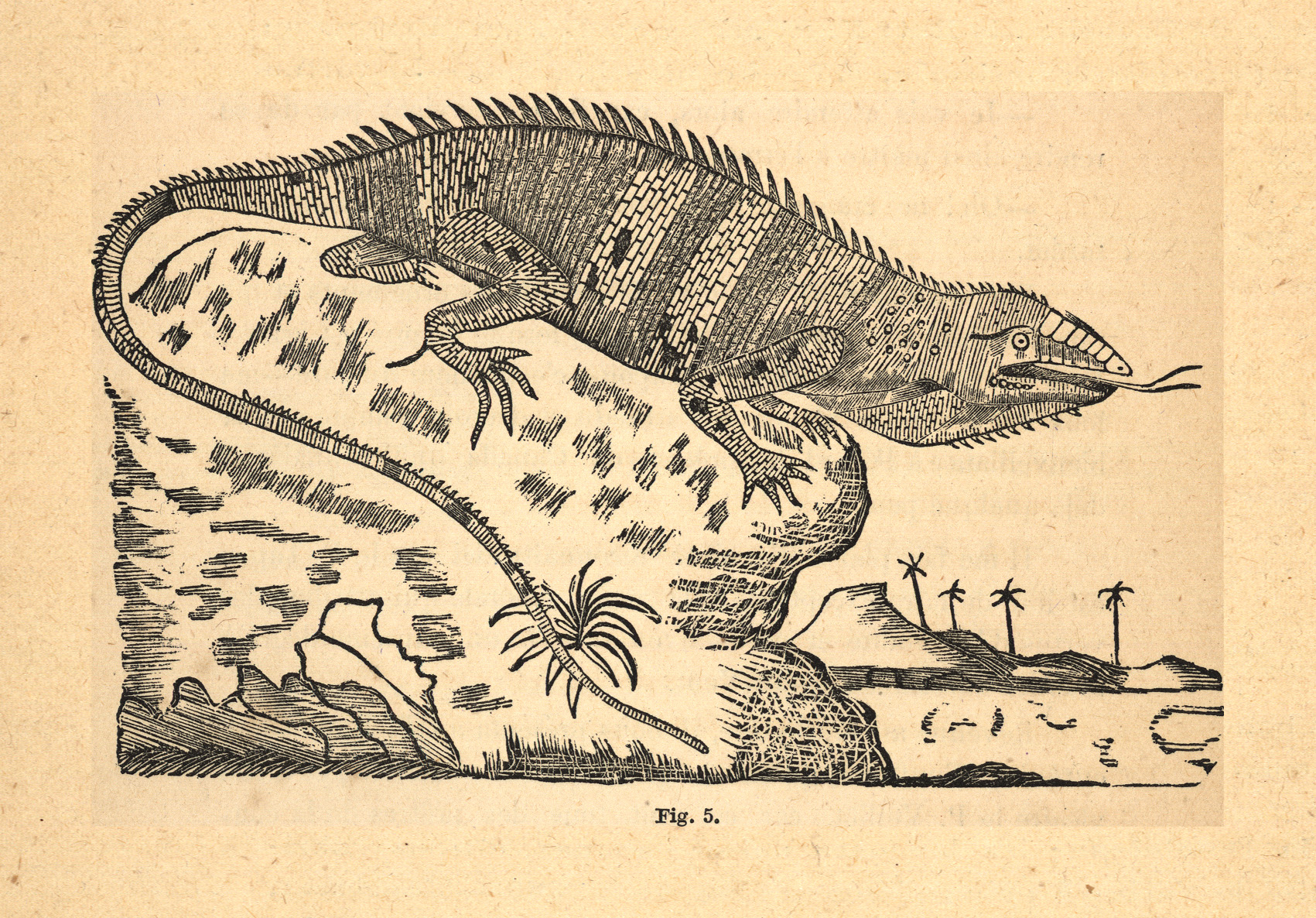
Iguana delicatissima, gravure du XIXe siècle extraite du livre "Une excursion aux climats tropicaux : voyages aux îles-du-vent St-Kitts, Nevis, Antigue, Monserrat, La Dominique, La Guadeloupe, Ste-Lucie, La Barbade, Trinidad"

### Dimorphisme sexuel
Le dimorphisme sexuel étant plutôt marqué chez cette espèce, les mâles sont facilement différenciables des femelles. Plusieurs spécificités morphologiques permettent de déterminer les sexes. Deux critères sont évidents : les mâles ont des pores fémoraux (c'est une série de pores permettant l'excrétion d'une substance cireuse par des glandes situées en face ventrale des cuisses) de diamètre beaucoup plus important que les femelles, et à la base de la queue sur quelques centimètres il est assez aisé de voir les hémipénis dans leur fourreau, qui paraissent l'élargir. Les mâles ont aussi une crête dorsale comportant des épines beaucoup plus hautes, et ont des épines gulaires plus grandes. La tête est aussi proportionnellement au corps beaucoup plus large chez le mâle lui conférant un aspect moins gracile.
Les femelles sont en général vertes à vert-brun et les mâles gris à gris-noirâtre, avec une tête qui blanchit. Leurs joues peuvent prendre une coloration très rose notamment en période de reproduction. Dans une moindre mesure cette coloration rose se retrouve aussi chez les femelles. Cependant, la couleur à elle seule n'est pas un critère entièrement fiable pour différencier les sexes. Certaines femelles ressemblent à s'y méprendre à des mâles et certains mâles, pouvant être à taille adulte parfaitement verts et avec des caractéristiques sexuelles secondaires propres aux mâles nettement moins marquées que chez la majorité des individus.
D'une façon générale la couleur du corps varie entre les individus et au cours de la vie d'un individu selon l'âge, le sexe, et le statut social. D'un vert pomme brillant chez les juvéniles, et certaines femelles subadultes et adultes, cette couleur évolue vers un vert mat et plus sombre à gris verdâtre chez les femelles, et un gris foncé brun à noirâtre chez les mâles. D'une façon générale, la tête tend à blanchir dans les deux sexes.

### Espèces ressemblantes
Iguana delicatissima est très facilement différenciable de l'iguane commun ou iguane vert (Iguana iguana) selon deux critères, visibles à distance : la présence d'une écaille élargie sous le tympan nommée écaille ou bouclier subtympanique, et de bandes noires striant la queue sur toute sa longueur. De nombreux autres critères permettent l'identification des deux espèces et de leurs hybrides. Une fiche est disponible pour le grand public sur les sites des DEAL de Guadeloupe et Martinique, indiquant les quelques principaux traits morphologiques propres à chaque espèce.

## Habitat et répartition

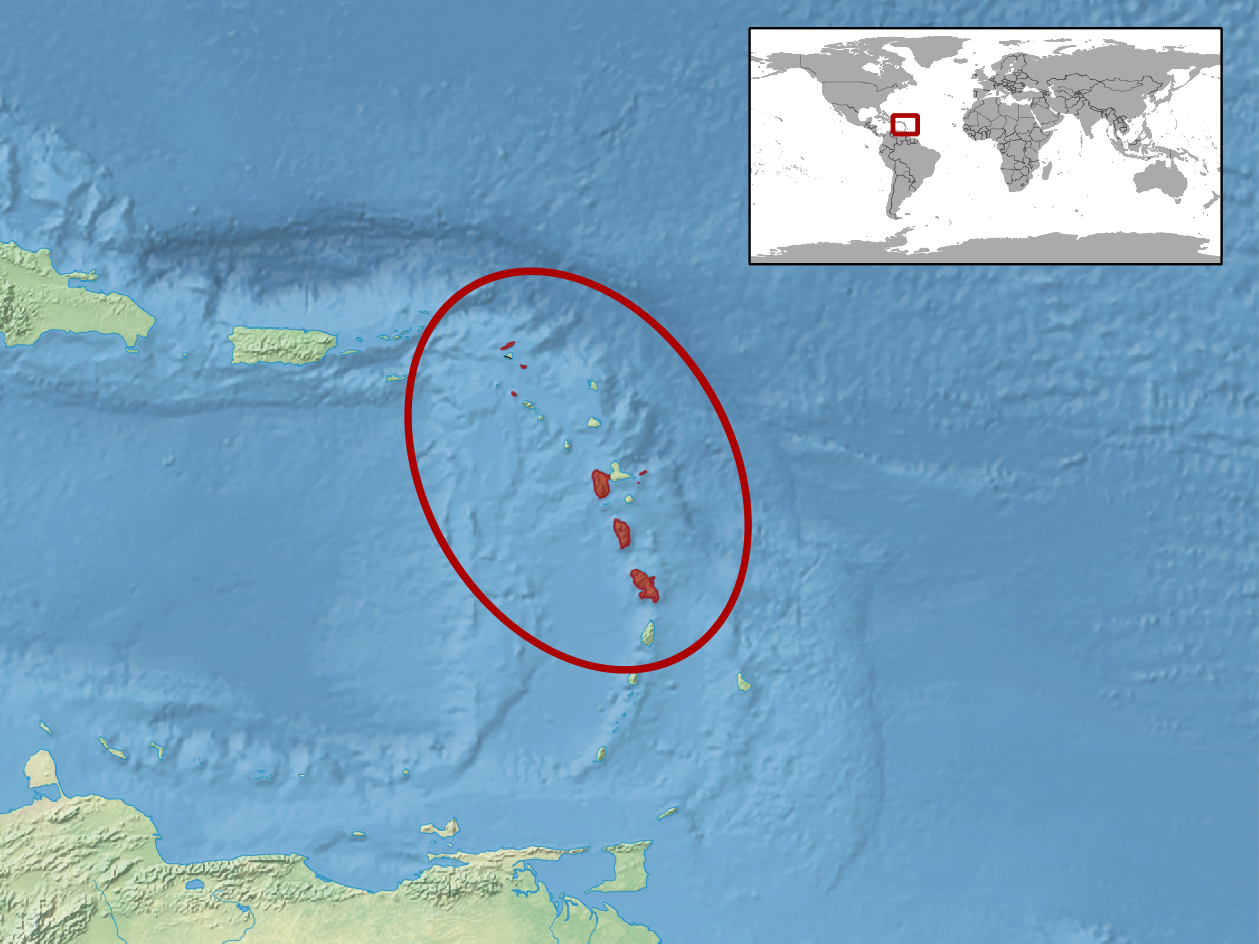
Répartition de l'espèce.

Cette espèce est endémique des Petites Antilles. Historiquement, il est admis qu'elle occupait tout le nord des Petites Antilles depuis Anguilla jusqu’en Martinique. Ce territoire incluait Anguilla, Saint-Martin, Saint-Barthélemy (y compris l'île Fourchue et l'île Frégate), Antigua-et-Barbuda, Saint-Christophe-et-Niévès, toutes les îles de l'archipel de la Guadeloupe, la Dominique et la Martinique (y compris l’îlet Chancel).
À la suite de la destruction de son habitat, de la chasse, de l'introduction de prédateurs ainsi que de l'iguane commun (avec lequel il s'hybride), l'iguane des Petites Antilles a aujourd’hui disparu de Saint-Martin, Antigua-et-Barbuda, Saint-Christophe-et-Niévès et d’une grande partie de la Martinique. En revanche il subsiste encore sur certaines îles de la Martinique (îlet Chancel), de la Guadeloupe (La Désirade et les îles de la Petite-Terre) et à la Dominique.

## Menaces et conservation
Cette espèce est classée en danger sur la Liste rouge de l'UICN. Elle souffre de l'introduction de l'iguane vert (Iguana iguana) avec lequel elle peut s'hybrider.
Sur les îles de la Petite-Terre en Guadeloupe, la population est estimée à plusieurs milliers d'individus protégés au sein de la Réserve naturelle nationale des îles de la Petite-Terre dont l'accès est strictement réglementé. Sur l'ile de La Désirade, une petite zone de 16 ha à la pointe des Colibris (partie Sud-Ouest de l'île) a été suivie et la population estimée à environ 300 femelles pour 100 mâles en période de ponte. L'iguane antillais est protégé par un arrêté ministériel depuis 1989 du fait de sa forte régression.
La Désirade, les îles de la Petite-Terre et la Dominique comptent les populations les plus nombreuses. La menace concernant sa conservation n'est donc pas relative au nombre d'individus, mais bien à l'isolement et à la disparité de ses habitats, où la menace d'une invasion par l'Iguane commun (Iguana iguana) est très importante.

## Publication originale
- Laurenti, 1768 : Specimen medicum, exhibens synopsin reptilium emendatam cum experimentis circa venena et antidota reptilium austriacorum Vienna Joan Thomae p. 1-217 (texte intégral).